# バシラス目
バシラス目（Bacillales）は、フィルミクテス門 バシラス綱に属するグラム陽性菌の目である。代表的な属には、 バシラス属(バシラス科所属)、リステリア属(リステリア科所属)及びブドウ球菌属(ブドウ球菌科所属)が含まれる。